# Ulica Bohaterów Monte Cassino w Sopocie

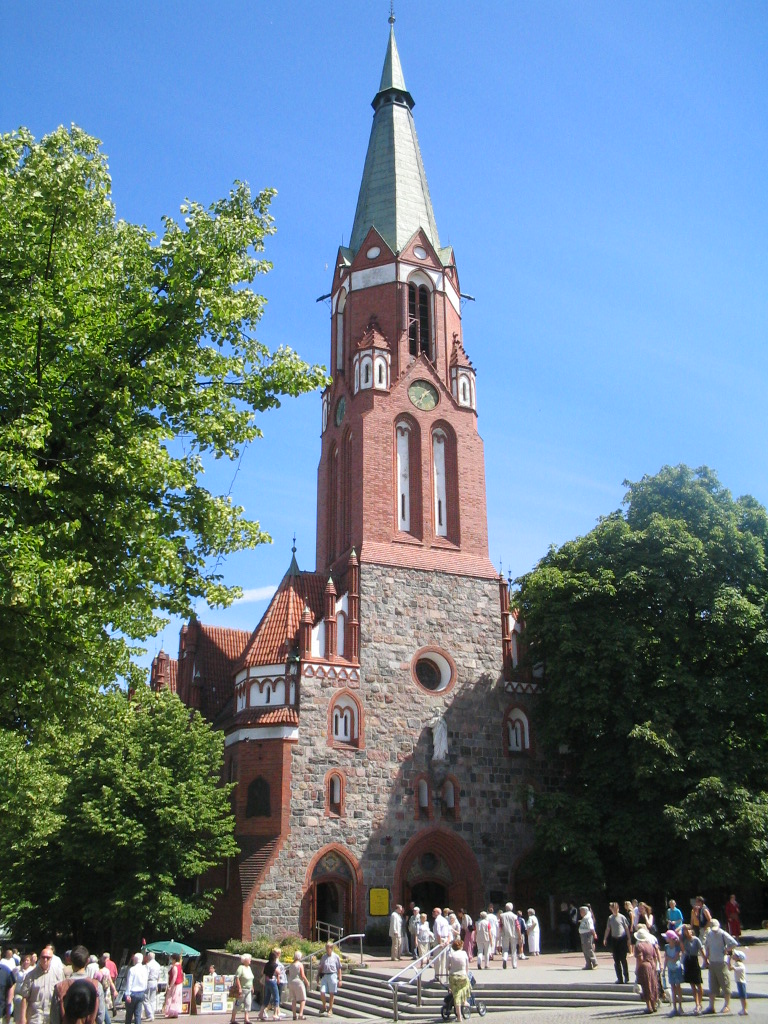
Kościół Garnizonowy św. Jerzego

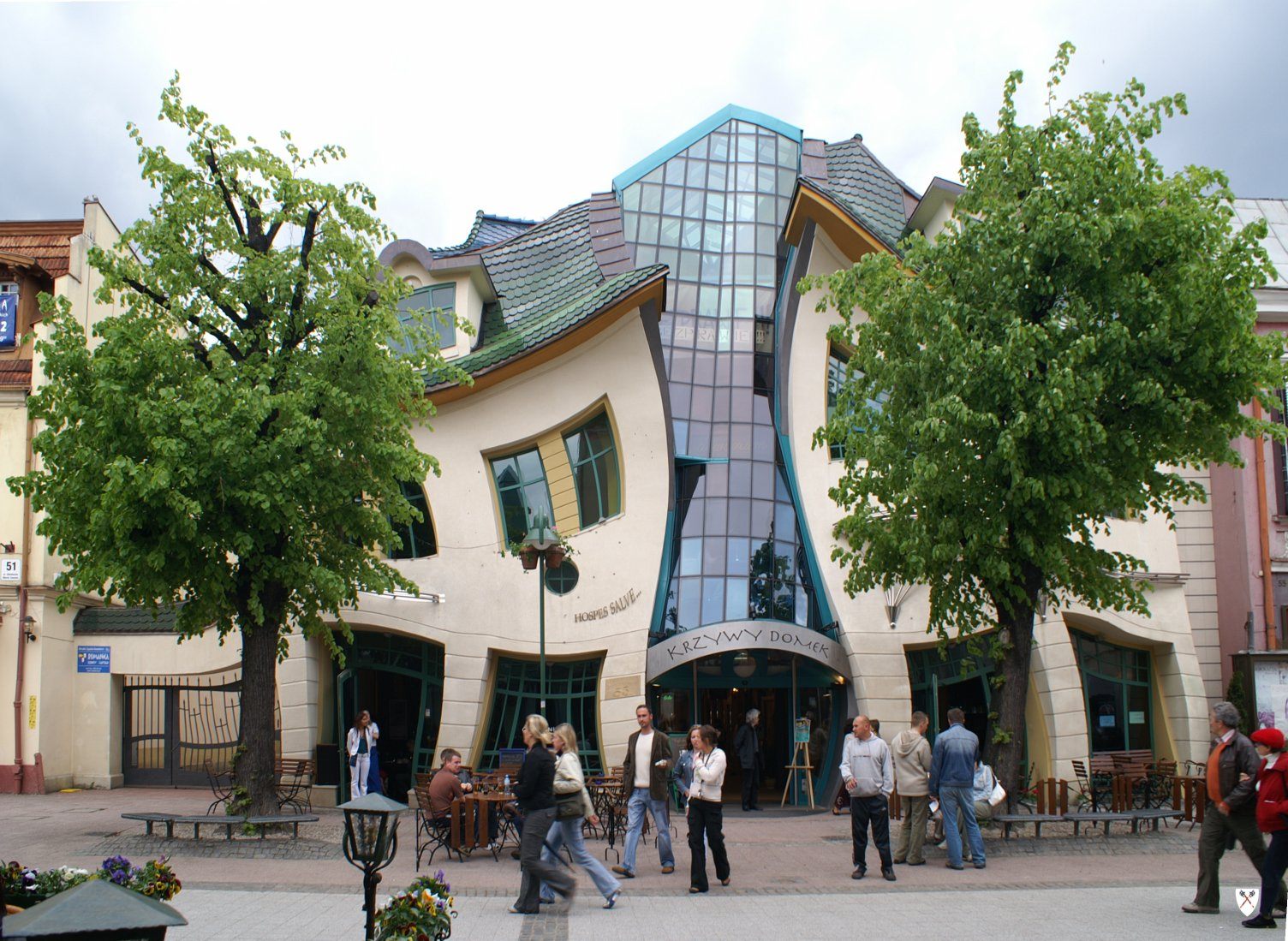
Krzywy Domek

Ulica Bohaterów Monte Cassino (tzw. Monciak, w okresie Wolnego Miasta Gdańska Seestraße, 1945–1956 ul. Konstantego Rokossowskiego) – reprezentacyjna ulica w Sopocie, prowadząca od al. Niepodległości do pl. Zdrojowego. Jest strefą pieszą, w całości wyłączoną z ruchu samochodowego.
Znajdują się tu liczne restauracje, kawiarnie oraz kluby. W sezonie jest to, obok Drogi Królewskiej w Gdańsku i Skweru Kościuszki w Gdyni, najtłumniej odwiedzane przez turystów miejsce w Trójmieście.
W XVII wieku obecna ulica stanowiła drogę łączącą rolniczą część Sopotu (obecny Górny Sopot) z osadą rybacką nad morzem.

## Przebieg ulicy
Monciak bierze początek od al. Niepodległości – części drogi wojewódzkiej nr 468. Następnie deptak przebiega tunelem pod czterotorowym torowiskiem kolejowym (linia nr 202 i 250). Kilkadziesiąt metrów dalej, Monciak tworzy wraz z ulicami Podjazd, Dworcową oraz T. Kościuszki pl. Konstytucji 3 Maja pod kościołem św. Jerzego. W tym miejscu przyjaciele umieścili figurkę popularnego w swoim czasie „Parasolnika”. Za placem ulica pod dużym kątem nachyla się w dół, a piesi przechodzą koło stanowisk karykaturzystów i malarzy, stoisk z gadżetami i pamiątkami, mijając liczne ogródki sezonowe przy lokalach gastronomicznych. Z ciekawszych obiektów na tym odcinku należy wyróżnić tzw. Krzywy Domek. Następnie Monciak wychodzi na płaską, rozległą powierzchnię zwaną pl. Zdrojowym, kolejno przecina oś ulicy Grunwaldzkiej (w chwili obecnej przebiega ona pod „Monciakiem”) i kończy się na wysokości latarni morskiej. W perspektywie poprzez Skwer Kuracyjny jej przedłużeniem jest słynne sopockie molo.
Tunel pod ulicą Bohaterów Monte Cassino o długości 100 metrów (z pochylniami 191 metrów) w osi ul. Grunwaldzkiej rozciąga się od ulicy Morskiej do Ogrodowej. Tunel o szerokości 8,8 m i wysokości 3,6 m mieści dwupasmową, jednojezdniową drogę, a jego budowa trwała od 23 kwietnia 2007 do 8 czerwca 2008 roku. Koszt inwestycji wyniósł 4,6 mln euro. W efekcie deptak nie jest przecinany drogami z ruchem tranzytowym.

## Historia
W czasach gdy Sopot był częścią WMG, a ulica nazywała się Seestrase funkcjonowało kilka hoteli, m.in. Werminghoff Hotel (1897-1945), Metropol Hotel (1909-1945) oraz Kaiserhof – (Dwór Cesarski) (1901-1945), również redakcja gazety sopockiej Zoppoter Zeitung.
- Klub SPATiF w Sopocie (54)